# Cyclospora cercopitheci
Cyclospora cercopitheci – gatunek pasożytniczych pierwotniaków należący do rodziny Eimeriidae z podtypu Apicomplexa, które kiedyś były klasyfikowane jako protista. Powoduje chorobę pasożytniczą zwaną cyklosporozą (Cyclosporosis). C. angimurinensis cechuje się oocystą zawierającą dwie sporocysty. Z kolei każda sporocysta zawiera dwa sporozoity.
Obecność tego pasożyta stwierdzono u koczkodana zielonego (Cercopithecus aethiops) należącego do rzędu naczelnych (Primates).
Występuje na terenie Etiopii w Afryce.